# Dreinervige Segge
Die Dreinervige Segge (Carex trinervis) ist eine Pflanzenart aus der Gattung Seggen (Carex) innerhalb der Familie der Sauergrasgewächse (Cyperaceae). Sie gedeiht an den europäischen atlantischen Küsten.

## Beschreibung

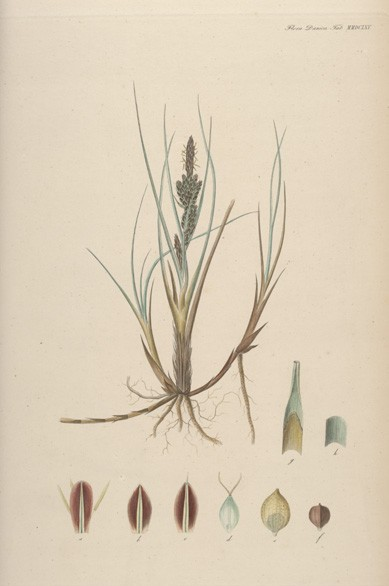
Illustration aus Flora Danica 1861, Fasz. 45, Tafel 2665

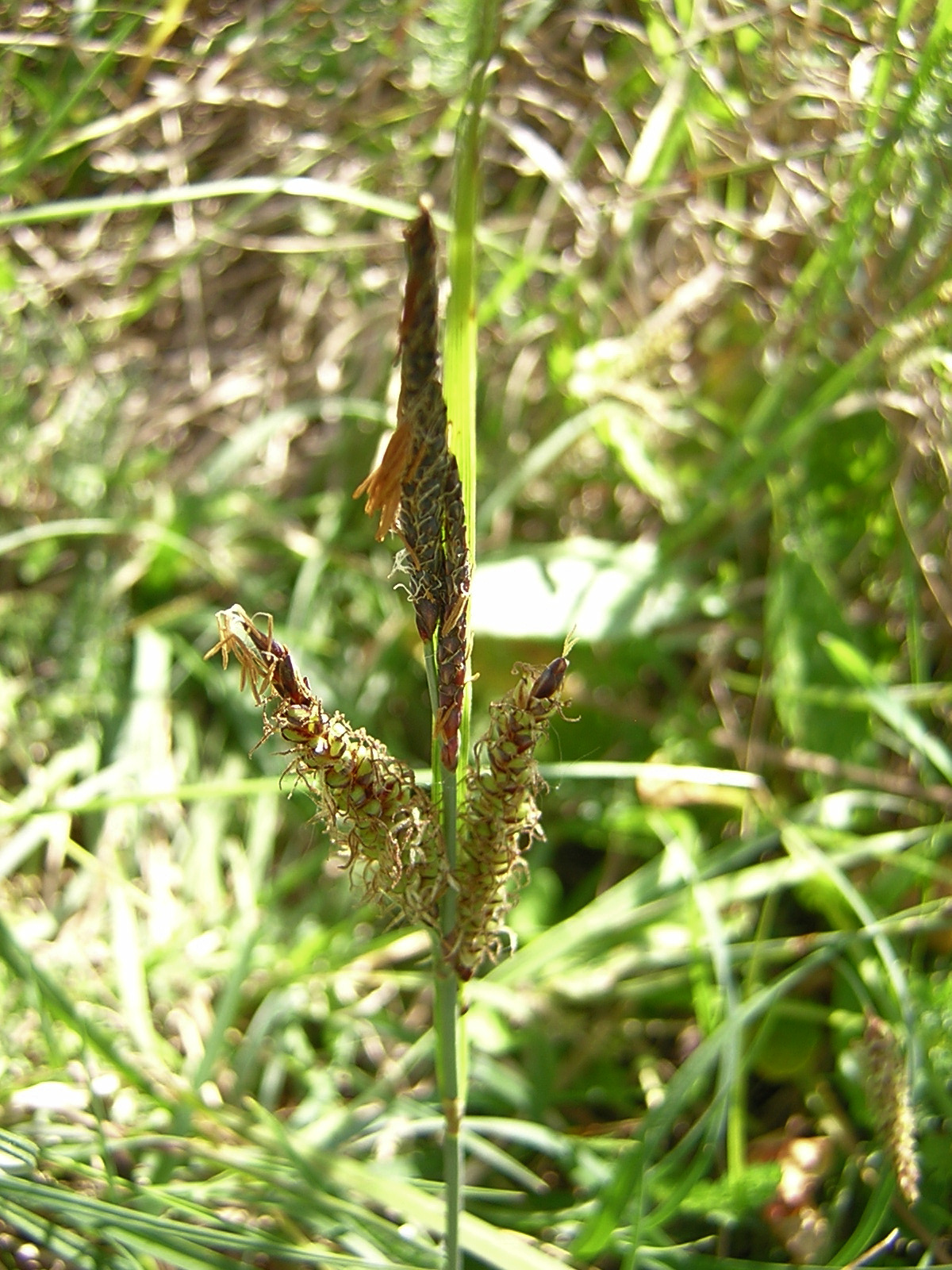
Blütenstand

### Vegetative Mertkmale
Die Dreinervige Segge wächst als ausdauernde krautige Pflanze und erreicht Wuchshöhen 10 bis 40, selten bis zu 60 Zentimetern. Sie bildet verlängerte grau- bis rot-braune Ausläufer. Die Stängel sind steif aufrecht oder gekrümmt, stumpf dreikantig und vollkommen glatt und nur am Grund beblättert.
Die Laubblätter sind 2 bis 3 Millimeter breit, grau-grün und borstlich gefaltet; sie sind nicht zurückgekrümmt und mindestens so lang wie der Stängel und beim Trocknen rollen sich die Ränder nach oben auf. Die grundständigen Scheiden „tragen“ Spreiten, sind blass-braun und zerfasern nicht netzartig.

### Gnerative Merkmale
Die Blütezeit reicht von Juni bis Juli. Die Dreinervige Segge ist eine Verschiedenährige Segge; die männlichen und weiblichen Ährchen sind getrennt und verschieden. Die Ährchen stehen entfernt voneinander. Es gibt ein bis vier männliche Ährchen, die 20 bis 40 Millimeter lang sind. Die zwei oder drei weiblichen Ährchen sind 10 bis 40 Millimeter lang, aufrecht und fast sitzend und enthalten dicht angeordnete Blüten. Das unterste Hüllblatt ist länger als der Blütenstand. Auch die oberen Hüllblätter haben eine zumindest kurze Spreite. Die Tragblätter der weiblichen Blüten sind braun und haben einen dreiadrigen grünen Kiel sowie einen schmalen Hautrand. Sie sind so lang wie die Schläuche oder etwas kürzer. Die Schläuche sind bei einer Länge von 3,5 bis 5 Millimetern sowie einer Breite von etwa 2 Millimetern breit-eiförmig bis elliptisch, stark abgeflacht, auf der Innenseite flach und außen gewölbt; sie sind gelblich-grün bis grau-grün, oft mit purpurfarbenen Flecken und deutlich längsnervig, oft mit drei stark hervortretenden Nerven. Der Schnabel ist sehr kurz und nicht gespalten. Der Griffel trägt zwei Narben.
Die dunkel-braune bis fast schwarze Frucht ist 2 bis 2,5 Millimeter lang und etwa 1,5 Millimeter breit.

## Vorkommen und Gefährdung
Die Dreinervige Segge ist auf die atlantischen Küsten Europas beschränkt. Sie kommt von Dänemark bis ins südwestliche Spanien vor. Sie ist ein submeridional bis temperates, euozeanisch-litorales Florenelement. Es gibt Vorkommen in Portugal, Spanien, Frankreich, den Niederlanden, Deutschland und Dänemark. Früher kam sie auch im Vereinigten Königreich vor. Die Dreinervige Segge kommt in Deutschland vereinzelt auf den Ostfriesischen Inseln von Spiekeroog, Memmert, Juist, Norderney, Baltrum, Langeoog, und Wangerooge bis Borkum vor; sie kommt auch auf den Nordfriesischen Inseln Amrum sowie Sylt vor. In Dänemark kommt sie an der Küste Jütlands und auf Rømø und Fanø vor.
In der Roten Liste der gefährdeten Pflanzenarten Deutschlands nach Metzing et al. 2018 ist die sehr seltene Dreinervige Segge unverändert zur Roten Liste von 1998 in der Gefährdungskategorie 2 = „stark gefährdet“; es wird ein mäßiger Rückgang verzeichnet.
Sie besiedelt in Mitteleuropa in erster Linie nährstoffarme, feuchte, versumpfte und vermoorte Standorte in Dünentälern. Die Dreinervige Segge gedeiht am besten auf nassen, verfestigt-sandigen und vor allem anmoorigen, basenarmen und meist kalkfreien, sauren Böden.
Sie ist eine Assoziationscharakterart des Caricetum trinervi-nigrae (im Verband Caricion nigrae).

## Systematik
Die Erstbeschreibung von Carex trinervis erfolgte 1807 durch Jean Vincent Yves Degland in Jean-Louis-Auguste Loiseleur-Deslongchampses Flora Gallica, seu Enumeratio plantarum in Gallia sponte nascentium. 2. Auflage, Band 2, S. 731. Synonyme für Carex trinervis Degl. sind: Osculisa trinervis (Degl.) Raf., Vignea trinervis (Degl.) Rchb., Carex acuta var. trinervis (Degl.) Jess., Carex glauca subsp. trinervis (Degl.) Asch. & Graebn., Carex glauca var. digyna Boeckele, Carex acuta var. nervosa G.Mey., Carex cerina Dumort. nom. illeg., Carex frisica H.Koch, Carex trinervis var. laxa Lange.
Carex trinervis bildet mit der Schlank-Segge (Carex acuta) die Naturhybride Carex ×terschellingensis Jac.Koopman, Więcław & Waltje, die nach der Insel Terschelling benannt und 2021 erstbeschrieben wurde; sie kommt an den Küsten Westeuropas vor.